# 94식 경장갑차

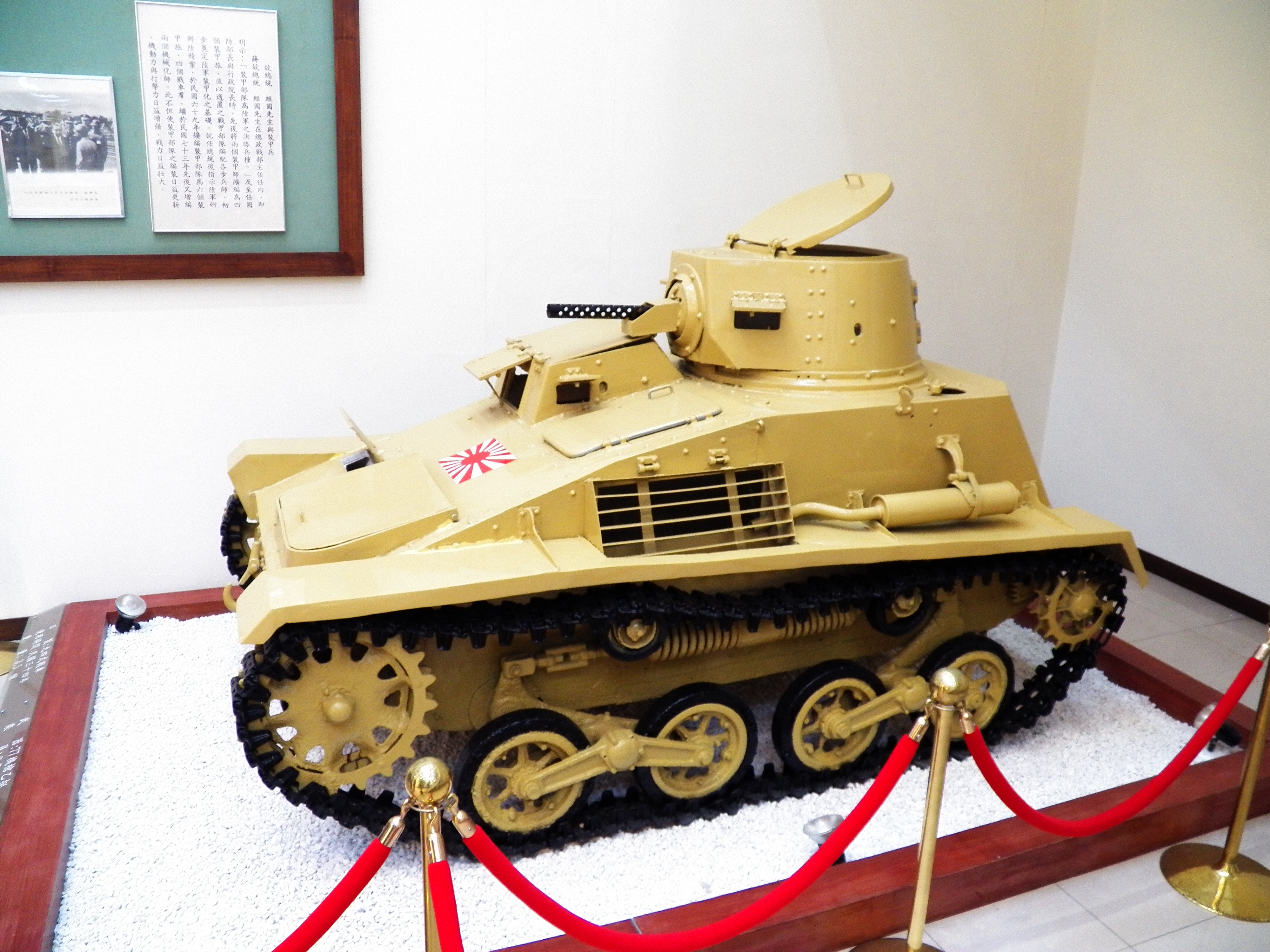

94식 경장갑차(일본어: 九四式經裝甲車, Type 94 tankette) 또는 TK(Tokushu Keninsha)는 일본 제국 육군이 중일 전쟁 당시 소련에 대항하여 할힌골 전투에서 사용하고, 또 제2차 세계 대전 당시 사용한 준전차이다. 94식 경장갑차가 탄약견인차로서, 또 보병 지원을 위해 사용되었으나 원래 설계 목적은 수색이었으며 직접적인 전투를 위해 고안된 것은 아니었다. 이 차량은 중국에서 효율성을 입증했는데, 중화민국 국민혁명군은 이것들을 맞서기에는 단 3곳의 전차대대가 전부였고 이 대대들은 일부 영국 수출용 모델과 이탈리아의 CV-33 경전갑차들이 전부였다.